# كيريشي
كيريشي (بالروسية: Кириши) هي إحدى مدن روسيا في الكيان الفدرالي الروسي لينينغراد أوبلاست.